# Сисикин, Юрий Фёдорович
Юрий Фёдорович Сисикин (род. 15 мая 1937 года, Саратов, РСФСР, СССР) — советский фехтовальщик на рапирах.

## Биография
Выступал за «Буревестник», с 1964 ВС (Саратов). Заслуженный мастер спорта СССР (1960) по фехтованию (рапира)
Начал заниматься во Дворце пионеров в 1951 году у тренера Григория Шварца, с 1955 года — у тренера М. Сазонова. Мастер спорта СССР (1956).
Входил в состав сборной СССР с 1959 по 1967 год.
Чемпион Олимпийских игр 1960 и 1964 годов в командных соревнованиях. Серебряный призёр Олимпийских игр 1960 года в личном турнире и 1968 года в командных соревнованиях.
Герой Олимпиады 1964 года. В решающем бою финала командного турнира против олимпийского чемпиона в личном зачёте поляка Эгона Франке, проигрывая 2:4, за оставшиеся 12 секунд сумел нанести 3 укола, принеся сборной СССР золотые медали. Этот эпизод победы Юрия Сисикина вошёл в историю Олимпийских Игр: фотография Мстислава Боташева на эту тему обошла все мировые издания и завоевала несколько призов на международных конкурсах.
Пятикратный чемпион мира (1959, 1961, 1962, 1965, 1966 гг.). Многократный чемпион СССР и РСФСР, обладатель Кубков Европы (1962, 1963, 1965 гг.), СССР (1958, 1963, 1968 гг.), Мартини (Франция, 1960 г.), Джованини (Италия, 1962 г.). Победитель и призёр других крупных соревнований.
Единственный из саратовцев награждён золотой медалью «За выдающееся спортивное достижение». Член КПСС с 1976 года.
Судья международной категории (1972). Судил Олимпийские игры 1980 и 1988 годов и 12 первенств мира.
В 2007 году введен в Зал фехтовальной славы России.

## Награды
- Орден «Знак Почёта» (16.09.1960) — за успешные выступления в XVII летних и VIII зимних Олимпийских играх 1960 года, а также за выдающиеся спортивные достижения[8]